# Prefettura di Kankan
Kankan è una prefettura della Guinea nella regione di Kankan, con capoluogo Kankan.
La prefettura è divisa in 13 sottoprefetture:
- Balandougou
- Bate-Nafadji
- Boula
- Gbérédou-Baranama
- Kanfamoriyah
- Kankan
- Koumban
- Mamouroudou
- Missamana
- Moribayah
- Sabadou-Baranama
- Tinti-Oulen
- Tokounou